# Gustav Maentell
Karl Gustav Maentell (* 25. Juli 1821 in Potsdam; † 9. Januar 1907 in Berlin) war ein preußischer Generalleutnant.

## Leben

### Herkunft
Karl Gustav war der Sohn des Justizrats bei der Oberrechnungskammer in Potsdam Johann Gottlieb Maentell († 1821) und dessen Ehefrau Henriette, geborene von Britzke († 1863).

### Militärkarriere
Maentell besuchte das Köllnische Gymnasium in Berlin und trat nach seinem Abschluss am 1. Oktober 1838 als Pionier in die Garde-Pionier-Abteilung der Preußischen Armee ein. Zur weiteren Ausbildung absolvierte er von Oktober 1839 bis Juli 1842 die Vereinigte Artillerie- und Ingenieurschule und avancierte Ende September 1841 mit Patent vom 5. November 1840 zum aggregierten Sekondeleutnant der 1. Ingenieur-Inspektion. Nach Beendigung seiner Ausbildung versah er wieder Dienst in der Garde-Pionier-Abteilung und war von Ende April bis Ende Oktober 1848 zu Fortifikationsdiensten nach Stettin kommandiert. Daran schloss sich seine Kommandierung als zweiter Adjutant des Generalinspekteurs des Ingenieurkorps an. In dieser Stellung stieg Maentell bis Ende März 1854 zum Hauptmann auf. Als solcher kam er am 3. September 1859 in die 3. Ingenieurinspektion, wo er Kommandeur der 1. Kompanie der 4. Pionier-Abteilung wurde. Von dort kam er am 2. Mai 1863 als Ingenieuroffizier vom Platz nach Minden. Dort erhielt er am 3. Januar 1865 die Beförderung zum Major.
Während der Mobilmachung zum Deutschen Krieg wurde er am 29. Mai 1866 als Ingenieuroffizier vom Platz nach Köln versetzt. Er wurde am 10. Juli 1866 für die Friedenszeit in seiner Stellung bestätigt. Am 22. März 1868 wurde er zum Oberstleutnant und am 18. Januar 1871 zum Oberst befördert. Am 18. Oktober 1871 erfolgte seine Ernennung zum Inspekteur der 3. Pionier-Inspektion. Am 12. April 1873 wurde er Inspekteur der 4. Pionier-Inspektion und am 16. April 1874 zum Abteilungschef im Ingenieurkomitee ernannt. Außerdem wurde er am 9. Juni 1874 Mitglied der Prüfungskommission des Ingenieurkorps und am 18. April 1875 zum Generalmajor befördert. Am 11. März 1876 verließ er die Prüfungskommission und wurde Präses des Ingenieurkomitees. Anlässlich des Ordensfestes wurde Maentell im Januar 1878 mit dem Roten Adlerorden II. Klasse mit Eichenlaub ausgezeichnet und am 19. Januar 1881 unter Verleihung des Charakters als Generalleutnant mit Pension zur Disposition gestellt.
Er starb am 9. Januar 1907 in Berlin und wurde am 12. Januar 1907 auf dem Friedhof in der Linienstraße beigesetzt.
In seiner Beurteilung im Jahr 1856 schrieb General Brese-Winiary: „Hauptmann Maentell ist ein mit natürlichen Anlagen und mit Kenntnissen reichlich ausgestatteter Offizier, der seine Fachstudien gründlich abgelegen und sich auch in allen seinen bisherigen Dienstleistungen praktisch bewährt hat. Mit einer schnellen Auffassung verbindet er die Gabe, sehr klarer Darstellung und mit militärischer Haltung ein höchst anständiges, anspruchsloses Benehmen. Durch seinen bei nochmaliger Überarbeitung mehrerer Pioniereglements bewiesenen ausdauernden und erfolgreichen Eifer dürfte er sich einer ausgezeichneten Anerkennung sehr wert gezeigt haben. Er ist bei seiner hohen Befähigung zu jeder weiteren, selbst vorzugsweisen Beförderung mit Überzeugung zu empfehlen und würde auch für den Dienst im Generalstab oder im Kriegsministerium sich vollständig eignen.“

### Familie
Maentell heiratete am 18. Oktober 1853 in Wetter (Ruhr) Johanna Harkort (1828–1908), die nach ihrem Tod am 16. März 1908 auf dem Friedhof an der Linienstraße beigesetzt wurde. Sie war eine Tochter des Unternehmers und Politikers Friedrich Harkort (1793–1880). Das Paar hatte mehrere Kinder:
- Anna (1854–1855)
- Paul (*/† 1858)
- Friedrich August Georg (1859–1930), Oberst
- Martha (1862–1876)
- Hedwig Helene Elisabeth (1863–1930)